# Boonville (Carolina del Nord)
Boonville és una població dels Estats Units a l'estat de Carolina del Nord. Segons el cens del 2000 tenia 1.138 habitants.

## Demografia
Segons el cens del 2000, Boonville tenia 1.138 habitants, 476 habitatges i 343 famílies. La densitat de població era de 346 habitants per km².
Dels 476 habitatges en un 35,5% hi vivien nens de menys de 18 anys, en un 54,6% hi vivien parelles casades, en un 14,7% dones solteres, i en un 27,9% no eren unitats familiars. En el 26,5% dels habitatges hi vivien persones soles el 14,1% de les quals corresponia a persones de 65 anys o més que vivien soles. El nombre mitjà de persones vivint en cada habitatge era de 2,38 i el nombre mitjà de persones que vivien en cada família era de 2,85.
Per edats la població es repartia de la següent manera: un 24,3% tenia menys de 18 anys, un 7,2% entre 18 i 24, un 28,3% entre 25 i 44, un 24,3% de 45 a 60 i un 15,9% 65 anys o més.
L'edat mediana era de 39 anys. Per cada 100 dones de 18 o més anys hi havia 80,5 homes.
La renda mediana per habitatge era de 32.019 $ i la renda mediana per família de 42.794 $. Els homes tenien una renda mediana de 30.341 $ mentre que les dones 21.298 $. La renda per capita de la població era de 16.101 $. Entorn del 13,2% de les famílies i el 13% de la població estaven per davall del llindar de pobresa.

## Poblacions més properes
El següent diagrama mostra les poblacions més properes.